# Patrick Gowers
Pour les articles homonymes, voir Gowers.
William Patrick Gowers, né le 5 mai 1936 à Islington et mort le 30 décembre 2014 à Londres, est un compositeur britannique, essentiellement connu pour ses musiques de films à partir de la fin des années 1960. Il est le père du mathématicien Sir Timothy Gowers, de l'écrivaine Rebecca Gowers et de la violoniste Katherine Gowers.

## Biographie
Fils de Richard et Stella Gowers et petit-fils du neurologue Sir William Gowers, il naît dans le borough londonien d'Islington, mais grandit à Oxford et Dorchester-on-Thames. Il suit sa scolarité au Radley College, puis ses études à l'Université de Cambridge. Fasciné par la musique de Marty Paich, son intérêt pour le jazz se développe. Il compose de la musique pour le Cambridge Footlights, un club de théâtre amateur dirigé par des étudiants Cambridge. Sa première composition est pour Share My laitue, une comédie musicale de Bamber Gascoigne, mettant en scène les acteurs Maggie Smith et Kenneth Williams, et représentée au West End à Londres en 1957,. Tout en complétant son doctorat traitant de l'œuvre d'Erik Satie en 1966, il écrit un concerto de piano pour Dudley Moore, devient critique de jazz pour le Financial Times et enseigne la composition musicale. Auparavant, en 1964, il devient le directeur musical de la troupe du Royal Shakespeare Company pour la production de Marat-Sade au West End et à New York. Gowers compose la musique du film de la pièce en 1967.
Outre sa profession de compositeur, il a aussi travaillé comme chef assistant du London Jazz Orchestra de Bill Russo et a joué du piano pour le groupe vocal The Swingle Singers.
La composition de musique de films et de documentaires se développe après le travail de Gowers sur Marat/Sade. Il fonde un studio de musique électronique à Dartington Hall, dans le Devon en 1970.
Sa musique devient populaire dans la série des aventures de Sherlock Holmes, produite par Granada Television entre 1984 et 1995, avec Jeremy Brett dans le rôle-titre. Les timbres religieux et inspirés du style de Bach, que Gowers admirait, sont tirés de l'épisode The Priory School, pour la composition de Libera Me, dans un registre de sons du XVIe siècle.
Il épouse Caroline Maurice, musicienne et professeure de piano, en 1961 et devient père de trois enfants. Alors qu'il s'apprêtait à conclure un travail de grande envergure pour le Three Choirs Festival à Gloucester en 2001, il est victime d'un accident vasculaire cérébral qui le contraint à mettre un terme à sa carrière musicale. Il décède à Londres le 30 décembre 2014, âgé de 78 ans.

## Filmographie comme compositeur
- 1967 : Thomas er fredløs
- 1969 : Ballade pour Carl-Hennig
- 1969 : Hamlet
- 1970 : Dieu existe tous les dimanches
- 1970 : La Vierge et le Gitan
- 1972 : The Boy Who Turned Yellow
- 1972 : Farlige kys
- 1973 : A Bigger Splash (documentaire)
- 1974 : Broad Spectrum (documentaire)
- 1975 : Children of Rage
- 1975 : In Search of the Early Americans (documentaire)
- 1977 : The Shetland Experience (documentaire)
- 1978 : Stevie
- 1978 : Planet Water (documentaire)
- 1979 : Black Island
- 1980 : The Energy Brokers (documentaire)
- 1980 : Thérèse Raquin (mini-série télévisée) : 3 épisodes
- 1981 : Bread or Blood (série télévisée) : 5 épisodes
- 1982 : I Remember Nelson (série télévisée) : 4 épisodes
- 1982 : The Woman in White (mini-série télévisée) : 5 épisodes
- 1982 : La taupe (mini-série télévisée) : 6 épisodes)
- 1983 : The Spanish Civil War (documentaire) : 6 épisodes
- 1983 : My Cousin Rachel (série télévisée) : 4 épisodes
- 1983 : The Odd Job Man (série télévisée) : 3 épisodes
- 1984 : Sorrell and Son (série télévisée) : 6 épisodes
- 1984 - 1985 : Sherlock Holmes (série télévisée) : 13 épisodes
- 1985 : Anna Karenina (TV)
- 1986 - 1988 : The Return of Sherlock Holmes (série télévisée) : 11 épisodes
- 1987 : The Sign of Four (TV)
- 1988 : Whoops Apocalypse
- 1988 : Le Chien des Baskervilles (TV)
- 1989 : Un amour qui tue (mini-série télévisée)
- 1989 - 1992 : Forever Green (série télévisée) : 18 épisodes
- 1991 - 1993: Les Mémoires de Sherlock Holmes (série télévisée) : 9 épisodes
- 1994 : Headhunters (série télévisée)
- 1994 : The Memoirs of Sherlock Holmes (série télévisée) : 6 épisodes
- 1998 : Comic Act